# Pessola (torrente)
Il Pessola è un torrente del medio appennino parmense, affluente del Ceno.

## Corso del torrente

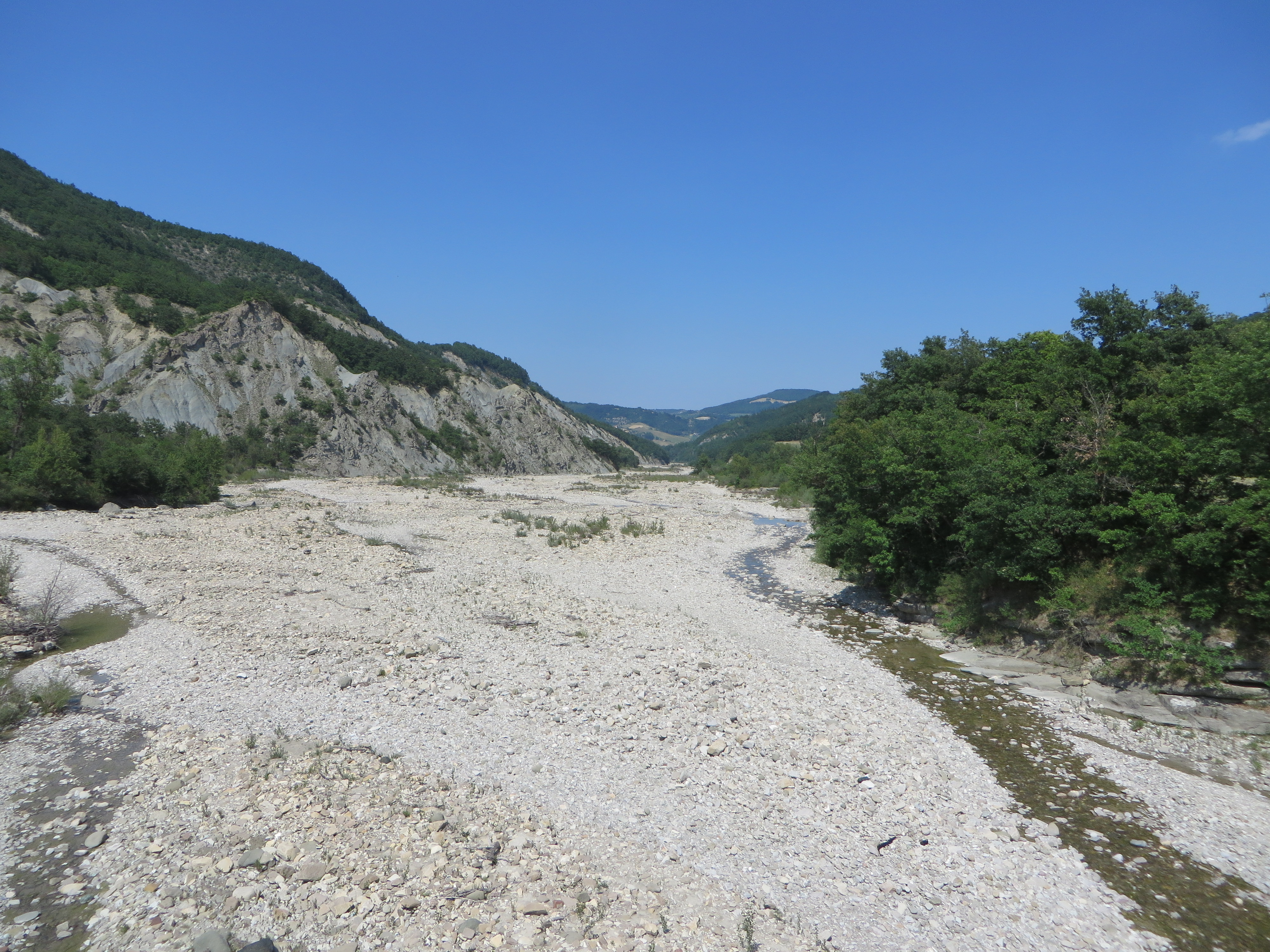
Pessola a valle della località Fopla

Il torrente Pessola nasce ad una quota di circa 1000 m alle pendici nord del monte Barigazzo all'interno di una folta faggeta in prossimità della località Castellaro nel comune di Valmozzola. Poco a valle della sorgente, sempre scorrendo in direzione nord-est all'interno del bosco, inizia a segnare il confine fra i comuni di Valmozzola e Varsi. In questo tratto il Pessola riceve i primi affluenti di una certa importanza, il rio Costalunga e il rio Magnanino in destra e il rio Martino a sinistra all'altezza dell'abitato di Pessola. 

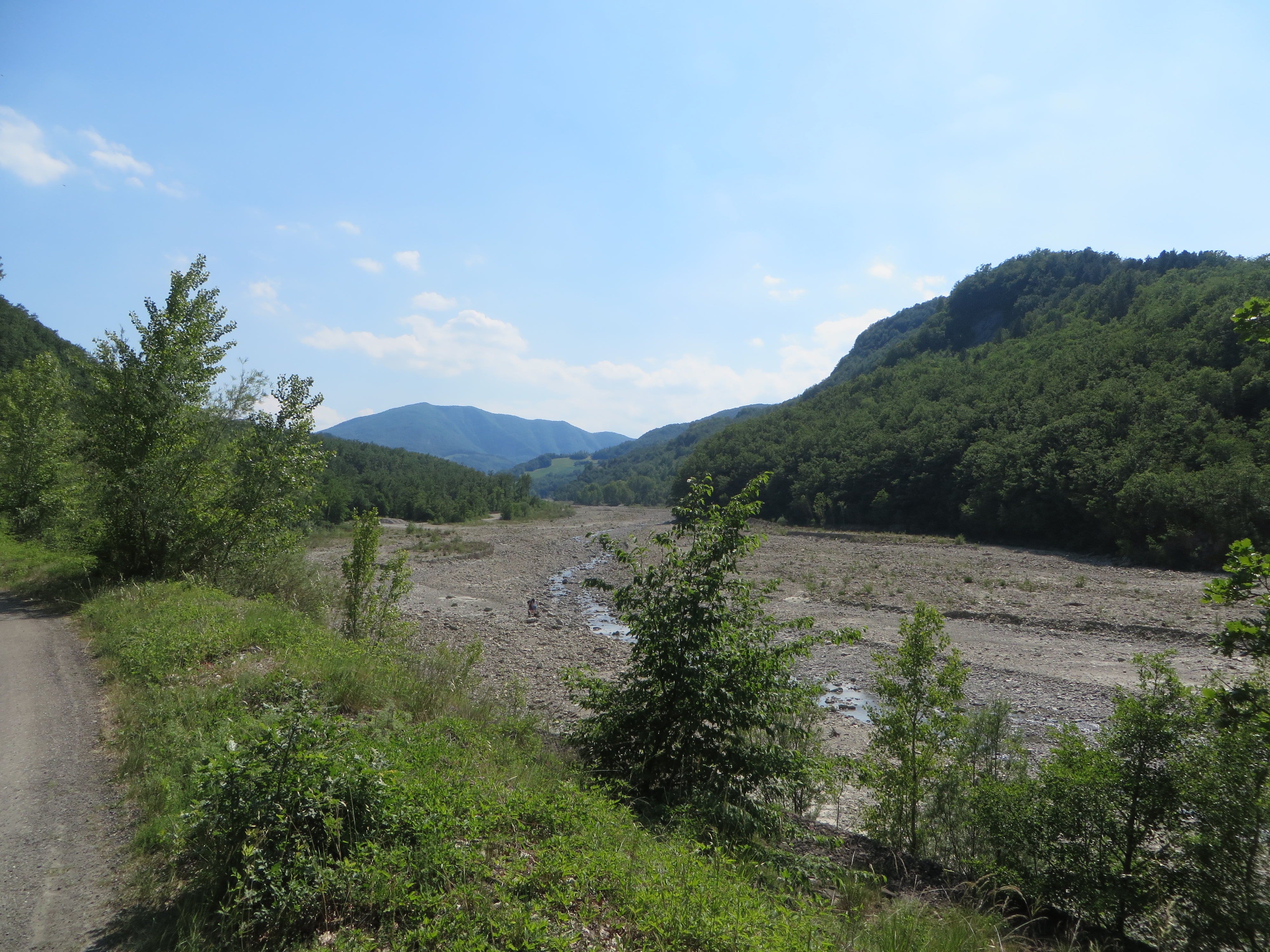
Il Pessola poco prima della foce

In questo tratto le due rive del torrente presentano una sostanziale differenza: mentre la riva destra è interessata da copertura arborea, sulla riva sinistra ci sono ampie zone di coltivo e vari piccoli insediamenti che terminano nella località di Baghetti in corrispondenza della quale il Pessola entra interamente nel comune di Varsi, per poi passare poco a valle nel comune di Solignano. In questo tratto il torrente scorre in una valle molto stretta caratterizzata da folti boschi sia a destra che a sinistra. Uscito dalla stretta valle alle pendici del monte Albareto, il coltivo prende il sopravvento su ambo le sponde del torrente, che prende a scorrere in un letto ghiaioso sempre più ampio. In località Mulino della Pessola riceve in destra il rio Masereto, quindi entrato nel comune di Varano Melegari in località Fontanaflora confluisce dopo poche centinaia di metri nel Ceno poco a monte del capoluogo comunale.

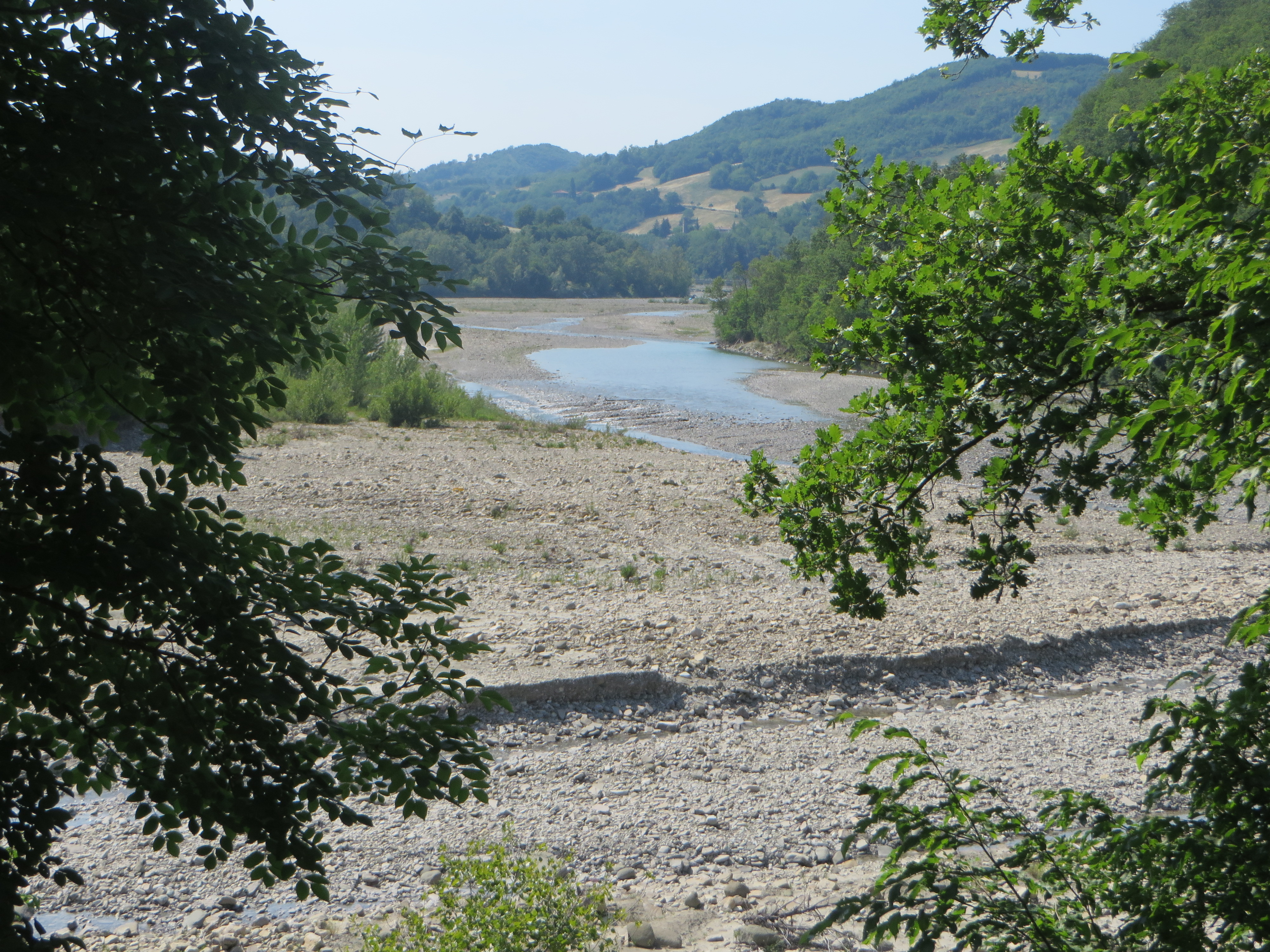
La foce del Pessola in Ceno

## Regime idrologico
Il Pessola è un torrente della fascia del medio-alto appennino, pertanto il suo regime idrologico è basato prevalentemente sull'andamento delle precipitazioni presentando magre estive accentuate e pieni improvvise e impetuose in primavera e soprattutto autunno. 
Il bacino imbrifero del Pessola è di 48 km2 e la lunghezza complessiva del torrente dalla sorgente alla foce è di 17 km e la sua portata media è di 0.73 m3/s. In base ai dati pluviometrici storici e alle caratteristiche del bacino è stata stimata una portata di colmo di piena con tempo di ritorno di 20 anni pari a 163 m3/s.